# اینتل کور ۲
اینتل کور ۲ (به انگلیسی: Intel Core ۲)، یک نوع از سی‌پی‌یوهای ۶۴ بیتی شرکت اینتل است که در ماه ژوئیه ۲۰۰۶ میلادی به بازار ارائه شده‌است.
انواع:
Solo (تک هسته‌ای), Duo (دو هسته‌ای), Quad (چهار هسته‌ای)، و Extreme (دو یا چهار هسته‌ای برای علاقه‌مندان) ۲۰۰۷
این محصول در ۲۷ ژوئیه٬۲۰۰۶ معرفی شد و سرعت‌های آن از ۱٫۰۶ تا ۳٫۱۶ گیگا هرتز متغیر است.
این پردازنده نخست با تکنولوژی ۶۵ نانومتری ساخته شد. هم‌اکنون پردازنده‌های اینتل کور ۲ جدید با تکنولوژی ۴۵ نانومتری هم ساخته شده‌است (که نام رمز پروژه آن Penryn می‌باشد).

## مدل‌ها
اینتل کور ۲ شامل مدل‌های 1-"Conroe"/"Allendale" (دو هسته‌ای دسکتاپ) 2- "Merom" (دو هسته‌ای لپ تاپ) 3- "Merom-L" (تک هسته‌ای لپ تاپ) 4- "Kentsfield" (چهار هسته‌ای دسکتاپ) و مدل‌های بروز شده با نام"Wolfdale" (دو هسته‌ای دسکتاپ)، "Penryn" (دو هسته‌ای لپ تاپ) و "Yorkfield" (چهار هسته‌ای دسکتاپ). (توجه: برای سرورهای کاری سی پی یوهای "Woodcrest", "Tigerton", "Harpertown" and "Dunnington" با برند زئون دیده می‌شود).